# Glogošnica
Glogošnica – wieś w Bośni i Hercegowinie, w Federacji Bośni i Hercegowiny, w kantonie hercegowińsko-neretwiańskim, w gminie Jablanica. W 2013 roku liczyła 360 mieszkańców, z czego większość stanowili Boszniacy.